# スカイスキャナー
スカイスキャナー（英: Skyscanner）は、航空券・ホテル・レンタカーを、世界の航空会社・旅行会社・ホテルなど約1200のウェブサイトから横断的に比較検索するウェブサイトおよびアプリ。月間利用者数は約9000万人、アプリダウンロードは累計8000万回、対応言語は約30、対応通貨は約70（2019年3月時点）。本社はイギリスにあるが、現在は中国の会社である。
Skyscanner Ltd.は、イギリス・スコットランド・エディンバラに本社を置く（登記上の本拠はロンドン）、同サービスの運営企業であり、トリップドットコム・グループ（NASDAQ: TCOM）のグループ企業の一つを構成している。

## 沿革
2003年に、ガレス・ウィリアムズ（Gareth Williams）らにより設立。
初期はヨーロッパの格安航空会社の航空券を検索対象（提携先）としていたが、のちに世界的な大手の航空会社や旅行会社の航空券、またホテルやレンタカーへと検索対象を拡大。2011年に、シンガポールにアジア太平洋地域を統括するオフィスを設立した。
2015年には、日本での拠点として、ヤフー株式会社と共同で合弁会社「Skyscanner Japan株式会社」を設立。「Yahoo! JAPAN」上で航空券の検索を行うと、スカイスキャナーの検索パネルが表示されるようになっている。
2016年、中国の旅行会社・シートリップ（現：トリップドットコム・グループ）がスカイスキャナーの買収を発表、同年12月よりグループ企業となった。
現在では、アメリカ・イギリス・シンガポール・スペイン・中国・日本・ハンガリー・ブルガリアに計12拠点を展開（2019年3月時点）。
2018年には、「2018年　オリコン顧客満足度調査　格安航空券比較サイト」において総合1位を獲得している。

## サービス内容
ユーザーがスカイスキャナーのウェブサイトやアプリで検索条件を入力すると、提携先サイトの航空券やホテルの中から条件に合う候補が検索結果として表示される。ユーザーが希望の航空券やホテルを選択すると、提携先の航空会社・旅行会社などのサイトに遷移し、遷移先のサイトで予約や購入の手続きを行う仕組み。なお、各提携サイトの会員限定割引などは検索対象外になることもある。
スカイスキャナーは無料で利用することができ、アプリのダウンロードも無料である。スカイスキャナーは比較検索サービスを提供しているのみで、航空券の発券や予約作業を行うことはない。提携先の各航空会社や旅行会社からの手数料により、利益を得るビジネスモデルを採用している。
航空券検索
片道・往復航空券に加え、複数目的地（最大６ルート）の一括検索、オープンジョーの航空券の検索も可能。
ホテル検索
ホテル公式サイトおよび宿泊予約サイトの価格を併せて表示する。
レンタカー検索
各レンタカー会社や空港送迎サービスの価格を表示する。